# Alberto Acosta
Alberto Acosta (n. 23 august 1966, Arocena⁠(d), Provincia Santa Fe, Argentina) este un fost fotbalist argentinian.
Între 1992 și 1995, Acosta a jucat 19 meciuri și a marcat 2 goluri pentru echipa națională a Argentinei.

## Statistici
| Argentina | Argentina | Argentina |
| An        | Meciuri   | Goluri    |
| --------- | --------- | --------- |
| 1992      | 6         | 1         |
| 1993      | 9         | 0         |
| 1994      | 0         | 0         |
| 1995      | 4         | 1         |
| Total     | 19        | 2         |